# Карпенко, Фросина Андреевна
Фросина Андреевна Карпенко (укр. Фросина Андріївна Карпенко ; 30 мая [12 июня] 1905, Хорошее, Екатеринославская губерния — 10 февраля 1992, Хорошее, Днепропетровская область) — украинская советская народная поэтесса и прозаик.

## Биография
В 9-летнем возрасте осталась сиротой, с детства батрачила. Грамоте научилась с трудом, самостоятельно в детстве, тогда же начала писать стихи. С 1929 — звеньевая зерносовхоза.
Записывать стихи не умела, поэтому на районных, областных и даже республиканских смотрах художественной самодеятельности читала их по памяти.
Участница Великой Отечественной войны. За подпольную деятельность в годы оккупации награждена орденом Отечественной войны 2-й степени и медалями.
Участвовала в художественной самодеятельности, республиканских совещаниях самодеятельных сказочников, поэтов и композиторов. В 1948 году была делегатом 2-го съезда писателей Украины. Её стихи печатались в областных и республиканских периодических изданиях, вышли отдельными книгами. Активно сотрудничала с институтом фольклора и этнографии Академии наук.
Умерла в родном селе, где ей установлен памятник.

## Творчество
Первые стихи опубликовала в 1939 году. В них воспевает Ленина, Коммунистическую партию, славит тружеников, высмеивает бездельников.
Автор сборников:
- рассказов «Хорошанські бувальщини» (1968),
- юморесок «А ви б мовчали»,
- стихов «Розцвітає Україна» (1950), «Пісні мої, думи мої» (1960), «Прощання з літом» (1975).
- повести «Гомін степу».